# Mica Rivera
Micaela Almendra Rivera (* 1. Januar 2000) ist eine peruanisch-US-amerikanische Leichtathletin, die sich auf den Langstreckenlauf spezialisiert hat und die seit April 2024 international für Peru startberechtigt ist.

## Sportliche Laufbahn
Erste Erfahrungen bei internationalen Meisterschaften sammelte Mica Rivera, die ein Studium an der Utah State University absolvierte bei den Ibero-Amerikanischen Meisterschaften 2024 in Cuiabá, bei denen sie in 16:14,56 min die Silbermedaille im 5000-Meter-Lauf hinter der Spanierin Laura Priego gewann. Im Jahr darauf gewann sie dann bei den Hallensüdamerikameisterschaften in Cochabamba in 10:00,12 min die Silbermedaille über 3000 Meter hinter der Bolivianerin Benita Parra. Ende April belegte sie bei den Südamerikameisterschaften in Mar del Plata in 34:17,40 min den sechsten Platz im 10.000-Meter-Lauf.
2025 wurde Rivera peruanische Meisterin im 10.000-Meter-Lauf.

## Persönliche Bestleistungen
- 3000 Meter: 9:23,90 min, 10. Februar 2023 in Seattle
  - 3000 Meter (Halle): 9:16,31 min, 31. Januar 2025 in Boston (peruanischer Rekord)
- 5000 Meter: 15:36,25 min, 20. Juli 2024 in Los Angeles
  - 5000 Meter (Halle): 15:53,77 min, 9. Februar 2024 in Boston
- 10.000 Meter: 32:41,48 min, 16. März 2024 in San Juan Capistrano
- Halbmarathon: 1:11:48 h, 19. Januar 2025 in Houston
- Marathon: 2:27:59 h, 23. Mai 2021 in Lima